# Didymosalpinx abbeokutae
Didymosalpinx abbeokutae là một loài thực vật có hoa trong họ Thiến thảo. Loài này được (Hiern) Keay mô tả khoa học đầu tiên năm 1958.